# Julia Pietrucha

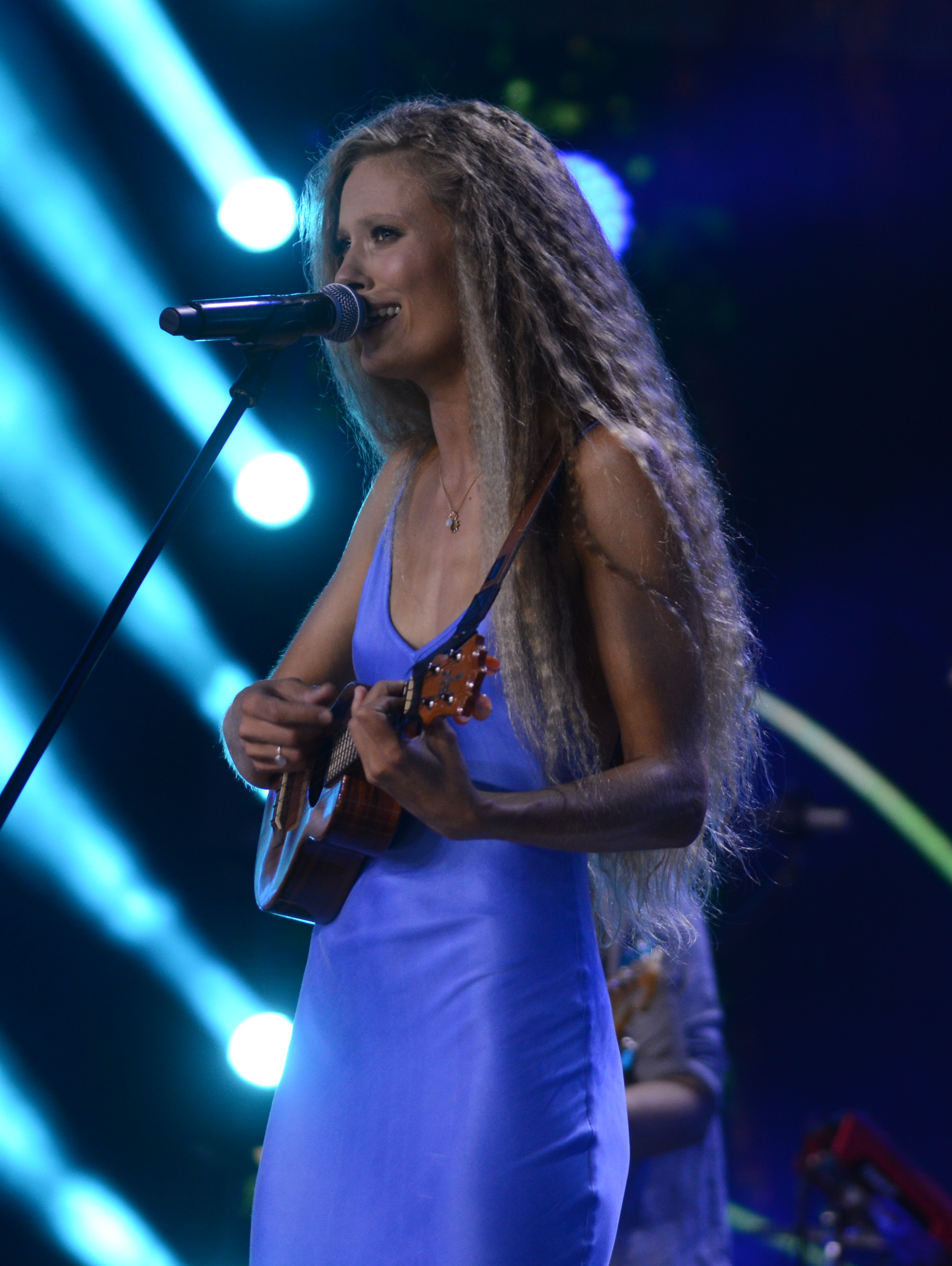
Julia Pietrucha, Sopot Top of the Top Festival 2022

Julia Pietrucha (ur. 17 marca 1989 w Warszawie) – polska aktorka, modelka, piosenkarka, autorka piosenek i prezenterka, Miss Polski Nastolatek 2002.

## Życiorys
Ma młodszą siostrę, Gabrielę, aktorkę i starszą Natalię, scenarzystkę. W 2008 ukończyła II Liceum Ogólnokształcące im. Stefana Batorego w Warszawie.
Jako aktorka zadebiutowała w 2001 rolą Gerdy w sztuce Królowa Śniegu (reż. Barbara Borys-Damięcka) wystawianej w Teatrze Syrena w Warszawie. W 2002 roku została Miss Polski Nastolatek. W 2003 za wiersz „Blokowisko” została wyróżniona na Światowym Dniu Poezji. Następnie zagrała podwójną rolę, Alicji i Julii Furgi, w serialu TVN Na Wspólnej (2004–2006).
W 2006 zagrała jedną z głównych bohaterek serialu Kochaj mnie, kochaj!. Rok później, za rolę Zosi Paluch w filmie Michała Kwiecińskiego Jutro idziemy do kina otrzymała Specjalną Nagrodę Aktorską 32. Festiwalu Polskich Filmów Fabularnych w Gdyni. Od marca 2012 występuje w roli Juliet w sztuce Central Park West Woody’ego Allena, wystawianej w Teatrze 6. piętro w Warszawie. W tym samym roku została ambasadorką kosmetyków Olay Active Hydrating.
W 2014 zagrała w amerykańsko-węgierskim horrorze The Curse of Styria (Klątwa Styrii) oraz uczestniczyła w pierwszej edycji programu rozrywkowego Polsatu Twoja twarz brzmi znajomo; za wygraną z pierwszego odcinka otrzymała czek na 10 tys. zł, który przeznaczyła na rzecz schroniska dla bezdomnych zwierząt „Canis” w Kruszewie.
15 kwietnia 2016 wydała własnym sumptem debiutancki album studyjny pt. Parsley. Od 7 lipca do 1 września 2017 prowadziła cotygodniową autorską audycję Warzywniak wieczorową porą na antenie Programu 3 Polskiego Radia. W marcu 2018 wydała drugi album studyjny pt. Postcards From The Seaside.

## Filmografia
- 2003: Kasia i Tomek jako młoda dziewczyna (tylko głos) (seria II, odc. 33)
- 2004–2006: Na Wspólnej jako Alicja Furga / Julia Furga
- 2005–2006: Pensjonat pod Różą jako Katarzyna Statkiewicz (odc. 85–87, 91, 96, 106–107, 110–111)
- 2006: Nadzieja jako dziewczyna w budce telefonicznej
- 2006: Kochaj mnie, kochaj! jako Julia, córka Grażyny
- 2007: Testosteron jako młoda matka Tytusa
- 2007: Regina jako Kinga Stroch
- 2007: Jutro idziemy do kina jako Zofia Paluch
- 2008: M jak miłość jako asystentka reżysera (odc. 618)
- 2008: Lejdis jako naiwna dziewczyna
- 2008: 39 i pół jako Misia (odc. 3, 6, 8–10, 13)
- 2009: Teraz albo nigdy! jako Kaja, kochanka Marcina (odc. 27, 29)
- 2009: Tatarak jako Halinka
- 2009: Rodzina zastępcza jako Marta (odc. 317)
- 2009: Naznaczony jako Natalia (odc.4)
- 2009: Miasto z morza jako Łucja Konka, córka rybaka
- 2010–2011: M jak miłość jako Alicja Staniszewska
- 2010, 2013: Blondynka jako weterynarz Sylwia Kubus (serie I–II, odc. 1–26)
- 2010: Wizerunek 2 – Fasion Factory (etiuda szkolna) jako modelka
- 2010: Dancing for you jako Wioletta
- 2012: Miasto z morza (serial) jako Łucja Konka, córka rybaka
- 2012–2013: Galeria jako Anita Woydatt
- 2013: The curse of styria jako Carmilla
- 2014: Ojciec Mateusz jako aktorka Monika Dębowska (odc. 135)
- 2019: Marynarz z Łodzi jako Kasia
- 2025: Pojedynek jako Janina Lewandowska
- 2025: Langer jako Nina Pokora

## Dyskografia

### Albumy
| Rok  | Dane dot. albumu | Najwyższa pozycja na liście |
| Rok  | Dane dot. albumu | OLiS                        |
| ---- | --- | --------------------------- |
| 2016 | Parsley - Data: 14 kwietnia 2016 - Wydawca: Parsley Records - Format: CD, digital download                                                          | –                           |
| 2018 | Postcards from the Seaside - Data: 9 marca 2018 - Wydawca: Parsley Records - Format: CD, digital download                                           | –                           |
| 2024 | Neonova (oraz Zalewska) - Data: 26 września 2024 - Wydawca: PIETRUCHA/ZALEWSKA - Format: digital download, streaming                                | –                           |
| 2025 | Sierpniowe (oraz Miuosh) - Data: 25 lipca 2025 - Wydawca: Fandango Records/Muzeum Powstania Warszawskiego - Format: CD, digital download, streaming | 2                           |

### Inne
| Rok  | Dane dot. albumu                                                                                  |
| ---- | ------------------------------------------------------------------------------------------------- |
| 2020 | Folk It! Tour - Data: 6 liastopada 2020 - Wydawca: Parsley Records - Format: CD, digital download |

### Single
| Rok  | Tytuł                                          | Pozycja na liście | Album                                                       |
| Rok  | Tytuł                                          | LP3               | Album                                                       |
| ---- | ---------------------------------------------- | ----------------- | ----------------------------------------------------------- |
| 2016 | "On My Own"                                    | 6                 | Parsley                                                     |
| 2016 | "In Me"                                        | 27                | Parsley                                                     |
| 2016 | "We care so much" (gościnnie: Dawid Podsiadło) | –                 | Parsley                                                     |
| 2018 | "Sailor"                                       | 14                | Postcards from the Seaside                                  |
| 2018 | "Tam, przez ciernisty bór"                     | –                 | Królewna Śnieżka i siedmiu krasnoludków (ścieżka dźwiękowa) |
| 2018 | "Who Knows"                                    | 26                | Postcards from the Seaside                                  |
| 2019 | "Nie potrzebujemy nic"                         | 46                | Postcards from the Seaside                                  |
| 2019 | "In Me"                                        | –                 | Folk It! Tour                                               |
| 2024 | "Nic złego"                                    | –                 | Neonova                                                     |
| 2024 | "Lekkość"                                      | –                 | Neonova                                                     |
| 2024 | "Niemiłosny"                                   | 39                | Neonova                                                     |
| 2025 | "Siostry"                                      | –                 | Sierpniowe                                                  |

## Nagrody i wyróżnienia
| Rok  | Kategoria                | Tytułem         | Nagroda                                         | Nota | Źródło |
| ---- | ------------------------ | --------------- | ----------------------------------------------- | ---- | ------ |
| 2016 | Muzyka rozrywkowa-debiut | Julia Pietrucha | Nagroda Muzyczna Programu Trzeciego – „Mateusz” | Laur | [ 16 ] |